# Vinyet Flix Lázaro
Vinyet Flix Lázaro (Pacs del Penedès, 19 de setembre de 2001) és una jugadora d'hoquei sobre patins catalana.
Debutà a l'OK Lliga femenina amb el Club Patí Vilanova la temporada 2015-16 i, posteriorment, jugà al Reus Deportiu (2017-19), CP Cuencas Mineras (2019-20) i CP Vila-sana (2020-21). La temporada 2021-22 fitxà pel Club Patí Fraga de l'OK Plata, amb el qual aconseguí l'ascens a l'OK Lliga. Amb el club fragatí, s'ha proclamat campiona de la Lliga de Campions de la WSE (2024) i ha aconseguit un subcampionat de Lliga (2023-24).